# Gaucho souris
Agriornis murinus
Espèce
Synonymes
- Pepoaza Murina[1]
- Agriornis murina[2]

Statut de conservation UICN

 LC  : Préoccupation mineure
Le Gaucho souris (Agriornis murinus) est une espèce de passereau placée dans la famille des Tyrannidae.

## Distribution
Cet oiseau vit dans le Sud de l'Argentine ; il passe les hivers à l'Ouest du Paraguay et au Sud de la Bolivie.